# Olstad Peak
Der Olstad Peak ist ein 650 m (nach britischen Angaben 640 m) hoher Berg im Zentrum der Insel Annenkov Island im Archipel Südgeorgiens.
Der britische Seefahrer James Cook entdeckte ihn 1775 im Verlauf seiner zweiten Südseereise. Der South Georgia Survey nahm in der Zeit zwischen 1951 und 1957 Vermessungen vor. Das UK Antarctic Place-Names Committee benannte ihn 1958 nach dem norwegischen Zoologen Ola Olstad (1885–1969), der an den vom norwegischen Walfangunternehmer Lars Christensen finanzierten zwei ersten Antarktisfahrten mit dem Walfänger Norvegia (1927–1928 unter Kapitän Harald Horntvedt (1879–1946) und 1928–1929 unter Kapitän Nils Larsen (1900–1976)) teilgenommen hatte.